# Olivensa megacephala
Olivensa megacephala är en skalbaggsart som först beskrevs av Bates 1866.  Olivensa megacephala ingår i släktet Olivensa och familjen långhorningar. Inga underarter finns listade i Catalogue of Life.